# Philip Graves (journaliste)
Cet article concerne le journaliste. Pour le sportif, voir Philip Graves (triathlon).
Philip Perceval Graves (25 février 1876 - 3 juin 1953) est un journaliste et écrivain irlandais. Alors qu'il travaille comme correspondant étranger du Times à Constantinople, il publie en août 1921 une enquête dans laquelle il démontre que Les Protocoles des Sages de Sion sont une forgerie et un plagiat littéraire antisémite.

## Biographie
Philip Graves est le fils aîné de l'écrivain Alfred Perceval Graves (en) et de sa première épouse, Jane Cooper. Il naît à Sandiford House, Bowdon, dans le Cheshire, dans une famille anglo-irlandaise, son grand-père paternel, Charles Graves (en), est professeur de mathématiques à Trinity College puis évêque anglican de Limerick. Après la mort de son épouse, son père se remarie, et Philip Graves a deux demi-frères, notamment le poète Robert Graves. Il est un élève brillant et il décroche une bourse au Haileybury College. Une nouvelle bourse lui permet de poursuivre ses études au Oriel College d'Oxford, où il obtient son diplôme de lettres classiques en 1899. 
Il espère travailler pour les affaires indiennes, mais sa candidature est repoussée, pour des raisons de santé. Il s'installe alors en 1903 au Caire, comme correspondant de l'Egyptian Gazette, puis du Times de Londres, de 1906 à 1908. Il est en poste à Constantinople de 1908 à 1914, et il rend compte des événements qui ont précédé la Première Guerre mondiale, notamment des guerres balkaniques en 1912-1913. Il se marie en 1912 avec Leila Millicent Knox Gilchrist. Leur fille unique, l'anthropologiste Elizabeth Millicent Chilver (en), sera principale du Bedford College puis du Lady Margaret Hall, à Oxford. En 1914, il quitte l'Empire ottoman en raison de la guerre. Il sert comme officier dans l'armée britannique au Moyen-Orient de 1915 à 1919. Il travaille notamment pour les services secrets britanniques au Caire, au sein du Bureau arabe, puis en Palestine fin 1917. Il reprend son poste de correspondant du Times à Constantinople en 1918. Il quitte la Turquie en raison de l'évolution politique du régime en 1922, et est correspondant du Times en Irlande, en Inde, au Levant et dans les Balkans, avant de rentrer en Angleterre, où il travaille au siège du Times et se consacre à l'écriture de livres. Il est notamment l'auteur de 22 des 24 volumes de la série A Record of the War sur la Deuxième Guerre mondiale, les deux premiers volumes étant écrits par Ronald Storrs.
Sa première épouse meurt en 1935, et il se remarie avec Katherine Eleanor Dewar en 1937, à St Ethelburga's Bishopsgate.

## Enquête surLes Protocoles des Sages de Siondans le Times

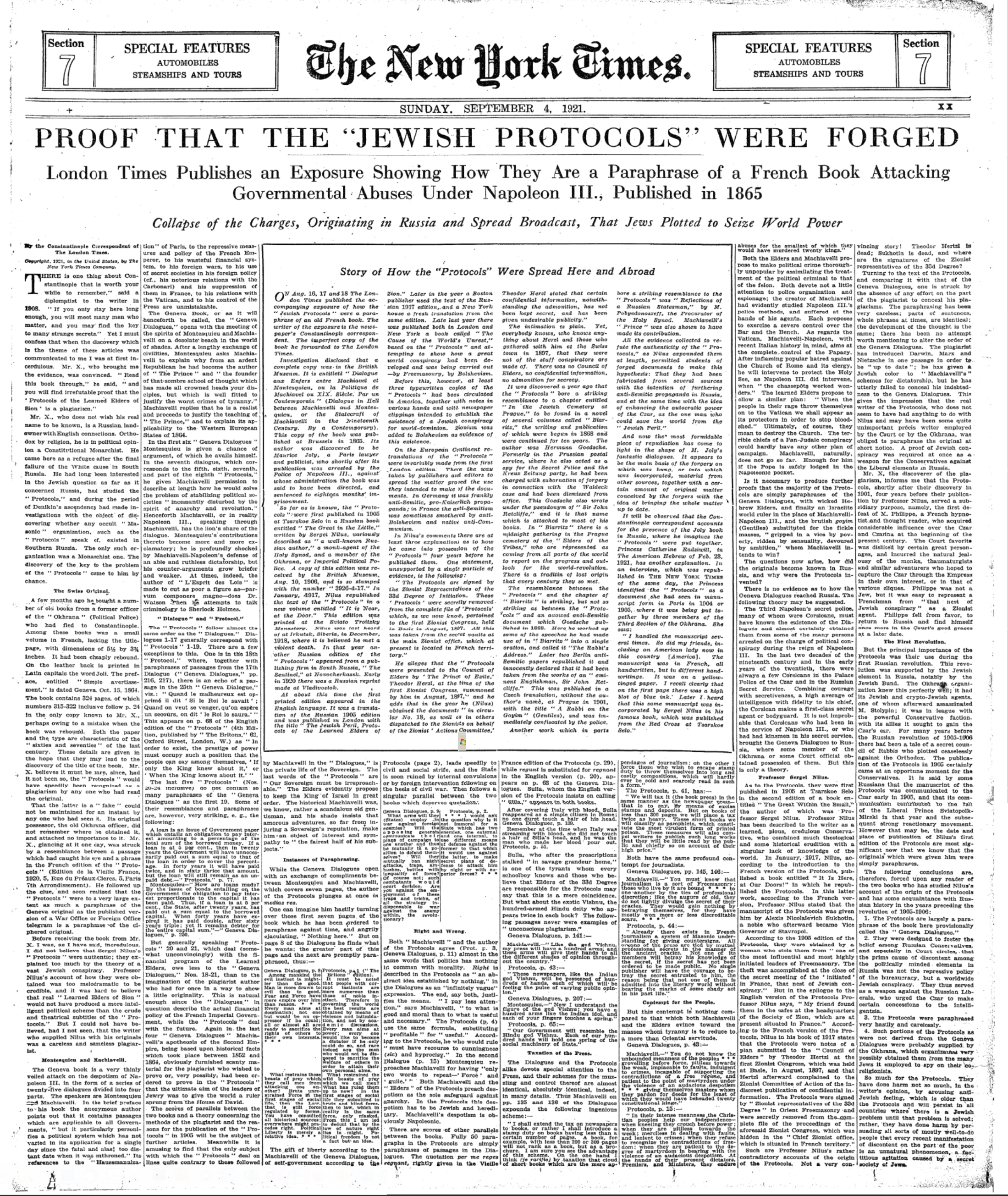
Recension des articles de Graves dans le New York Times du 4 septembre 1921.

Il publie en août 1921 dans le Times une enquête, dans laquelle il démontre que Les Protocoles des Sages de Sion est une forgerie antisémite. Howell Arthur Gwynne (en), le rédacteur en chef du Morning Post, avait publié l'année précédente, dans son quotidien, une série d'articles dans lesquels il soutenait que Les Protocoles étaient authentiques, allégations reprises dans son ouvrage antisémite, The Cause of World Unrest (1920), bien qu'il ait été averti des doutes sur l'authenticité du texte par le Foreign Office dès février 1920. 
Philip Graves mène une enquête, soutenue par les informations apportées par l'écrivain russe Michel Raslovleff, qui permettent de relier Les Protocoles à un pamphlet politique publié à Bruxelles en 1865 et visant Napoléon III. 
Le Times publie trois articles de Graves les 16, 17 et 18 août 1921, indiquant que « dans les articles qui suivent, notre correspondant à Constantinople présente pour la première fois la preuve définitive que le document est principalement un plagiat maladroit. »,. Le New York Times republie l'article le 4 septembre 1921.

## Activités d'entomologiste
Au cours de ses voyages, Philip Graves a développé un intérêt pour l'entomologie et a publié des articles dans des revues scientifiques. Il se spécialise dans les papillons (Lépidoptères) de Syrie, du Liban, d'Irak et de Palestine. En 1938, il présente plus de 2 500 spécimens au musée d'histoire naturelle de Londres, inventoriés comme des Rhopalocera dans le catalogue des acquisitions.
Il prend sa retraite fin 1945, et s'installe à Ballylickey House, Bantry, dans le comté de Cork. Il restaure le manoir et en fait un hôtel. Il étudie les papillons irlandais, s'intéressant particulièrement aux sous-espèces locales. Il meurt à son domicile, le 3 juin 1953.

## Hommages et distinctions
Philip Graves est fait chevalier de la Légion d'honneur, pour son travail dans le renseignement britannique pendant la Première Guerre mondiale, et l'ordre de la Couronne d'Italie. Il est membre de la Royal Irish Academy.
La sous-espèce du papillon Citron trouvée en Irlande, Gonepteryx rhamni gravesi Huggins, est nommée d'après lui en 1956.

## Publications

### Ouvrages généraux
- Briton and Turk, London, Hutchinson Publishers, 1941
- Palestine, the land of three faiths, 1923
- The question of the straits, Ernest Benn Publishers, 1931
- Memoirs of King Abdallah of Transjordan (edited by P. Graves, translated from the Arabic by G. Khuri), London, Jonathan Cape, 1950

### Lépidoptérologie
- Collecting Lepidoptera in Syria, 1905 Entomologist’s Rec. J. Var, 18:125-6 (1906).
- Collecting in Syria: Ain Zhalta in May-June 1905, Entomologist's Rec. J. Var, 18:149–152 (1906).
- A contribution to the fauna of Syria Entomologist's Rec. J. Var 23: 31–36 (1910).
- Two new Lycaenid subspecies from the Lebanon, Entomologist 56: 154–157 (1925).
- The Rhopalocera and Grypocera of Palestine and Transjordania, Trans. Ent. Soc., Londres, 17–125 (1925).
- Avec R.E. Ellison, « The butterflies of the Jabal Quinesia », Lebanon Entomologist's Rec. J. Var, no 40, p. 177–180 (1938).

### Poésie
- The Pursuit, Londres, Faber et Faber, 1930.